# NGC 474

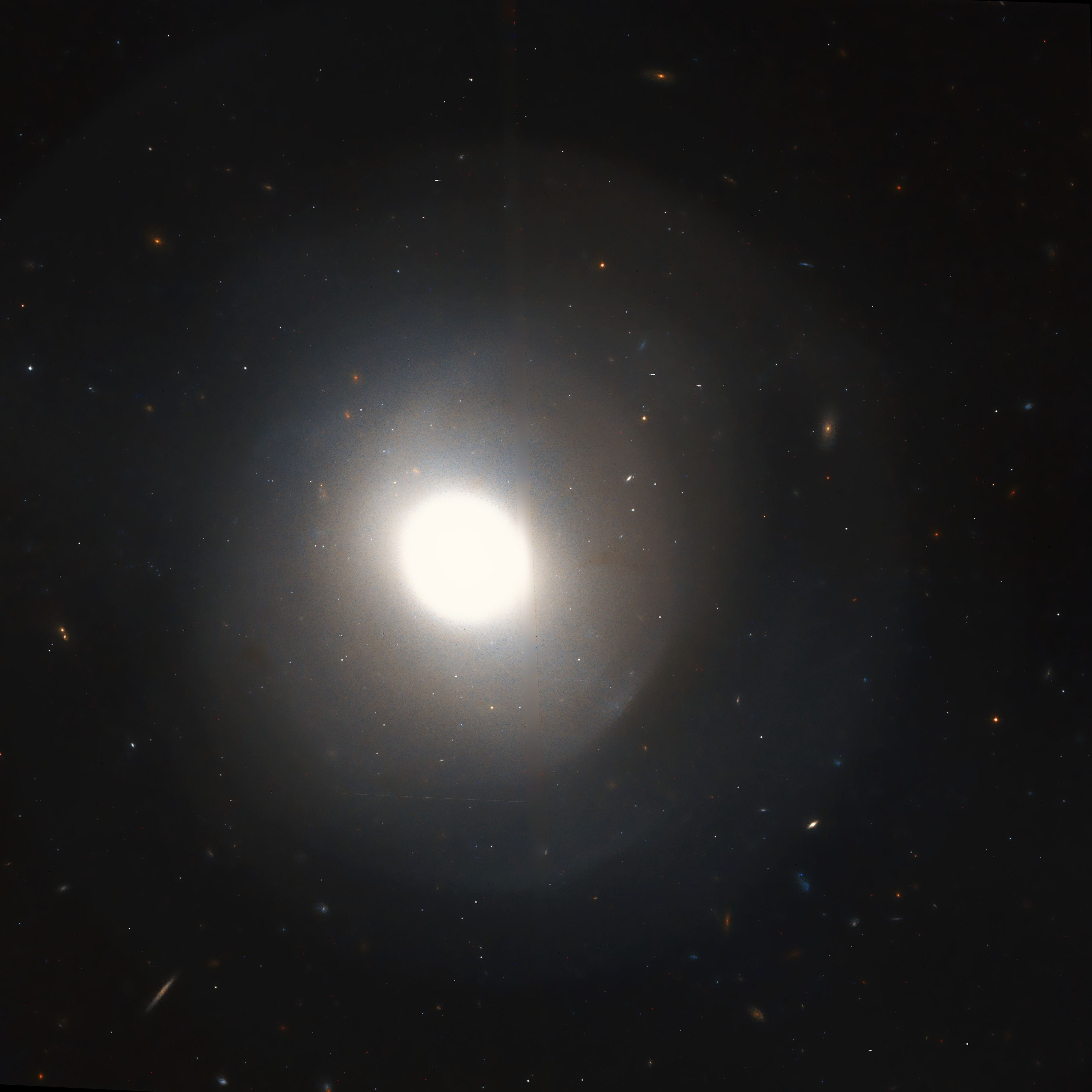
NGC 474 (Telescopul spațial Hubble)

NGC 474 este o galaxie lenticulară situată în constelația Peștii. A fost descoperită în 13 decembrie 1784 de către William Herschel. De asemenea, a fost observată încă o dată în 18 septembrie 1862 de către Heinrich Louis d'Arrest și în 25 septembrie 1867 de către Herman Schultz.